# Powstanie Batawów
Powstanie Batawów – bunt germańskiego plemienia Batawów przeciwko Rzymianom w latach 69–70 n.e. 
W sierpniu 69 r. n.e. na ziemiach Germanii Inferior doszło do wybuchu powstania Batawów przeciwko władzy rzymskiej na tym obszarze. Na czele rebelii stanął Juliusz Cywilis pochodzący z Batawii, dowódca jednej z kohort wojsk pomocniczych. Wykorzystując trwające pod Cremoną walki pomiędzy Wespazjanem a Witeliuszem, oddziały Batawów pomaszerowały w kierunku miasta Bonna (obecne Bonn) a następnie otoczyły oddziały rzymskie w obozie pod Castra Vetera (w pobliżu dzisiejszego Xanten). Wysłane na pomoc wojska rzymskie pod wodzą Marka Flakkusa podjęły zwycięską kampanię po drodze pokonując sprzymierzonych z Batawami Chattów, którzy zagrozili rzymskim bazom nad Renem. W czasie Saturnaliów (17–23 grudnia) Flakkus został jednak zamordowany przez zwolenników Witeliusza a jego miejsce zajął wkrótce Kwintus Cerialis.
Tymczasem do sił powstańczych dołączyły niektóre plemiona galijskie (m.in. Trewerowie i ich wodzowie Juliusz Klassykus, Juliusz Tutor i Tulliusz Walentynus oraz Lingonowie pod wodzą Juliusza Sabinusa), które wykorzystały panujące walki do plądrowania okolicznych terenów. Germanie uzgodnili też z Rzymianami ich wymarsz z obozu w Castra Vetera. Nie dotrzymali jednak słowa, mordując większość wycofujących się z obozu legionistów. 
W wyniku walk zniszczeniu uległa linia obronna granic imperium rzymskiego od Morza Północnego do górnego Dunaju. Spalone zostały fortece legionowe w Casta Vetera, Novaesium (obecnie Neuss), Bonna, Moguntiacum (obecnie Moguncja) i w Argentoratum (obecnie Strasburg). Poza tym zniszczeń doznały pomniejsze fortece i kasztele w Valkenburg, Rheingönheim, Hüfingen (starożytne Brigobanne), Tuttlingen, Hofheim, Wiesbaden (starożytne Mattiacum) i Kastel.
W roku 70 n.e. pomimo przyłączenia się do powstania plemion Brukterów oraz Tenkterów, Germanie ponieśli klęski w bitwach pod Augusta Treverorum (Trewir) oraz Castra Vetera (lipiec 70 n.e.). W trakcie wycofywania się za Ren, ponieśli kolejne porażki pod Arenacium, Batavodurum, Grinnes oraz Vada. Porażki te zmusiły Batawów do kapitulacji. Z biegiem czasu większość plemion germańskich uległa romanizacji. 

## Bitwy Powstania Batawów
- bitwa pod Castra Vetera (Xanten)
- bitwa pod Rigodulum (Riol)
- bitwa pod Augusta Treverorum (Trier)
- bitwa pod Arenacium (Harenatium- Limes)
- bitwa pod Batavodurum (Nijmegen)
- bitwa pod Vadą
- atak na obóz rzymski w Bonn